# Amphoe Lam Plai Mat
Amphoe Lam Plai Mat (thaï : ลำปลายมาศ) est un amphoe de la province de Buriram.

## Points d'intérêt

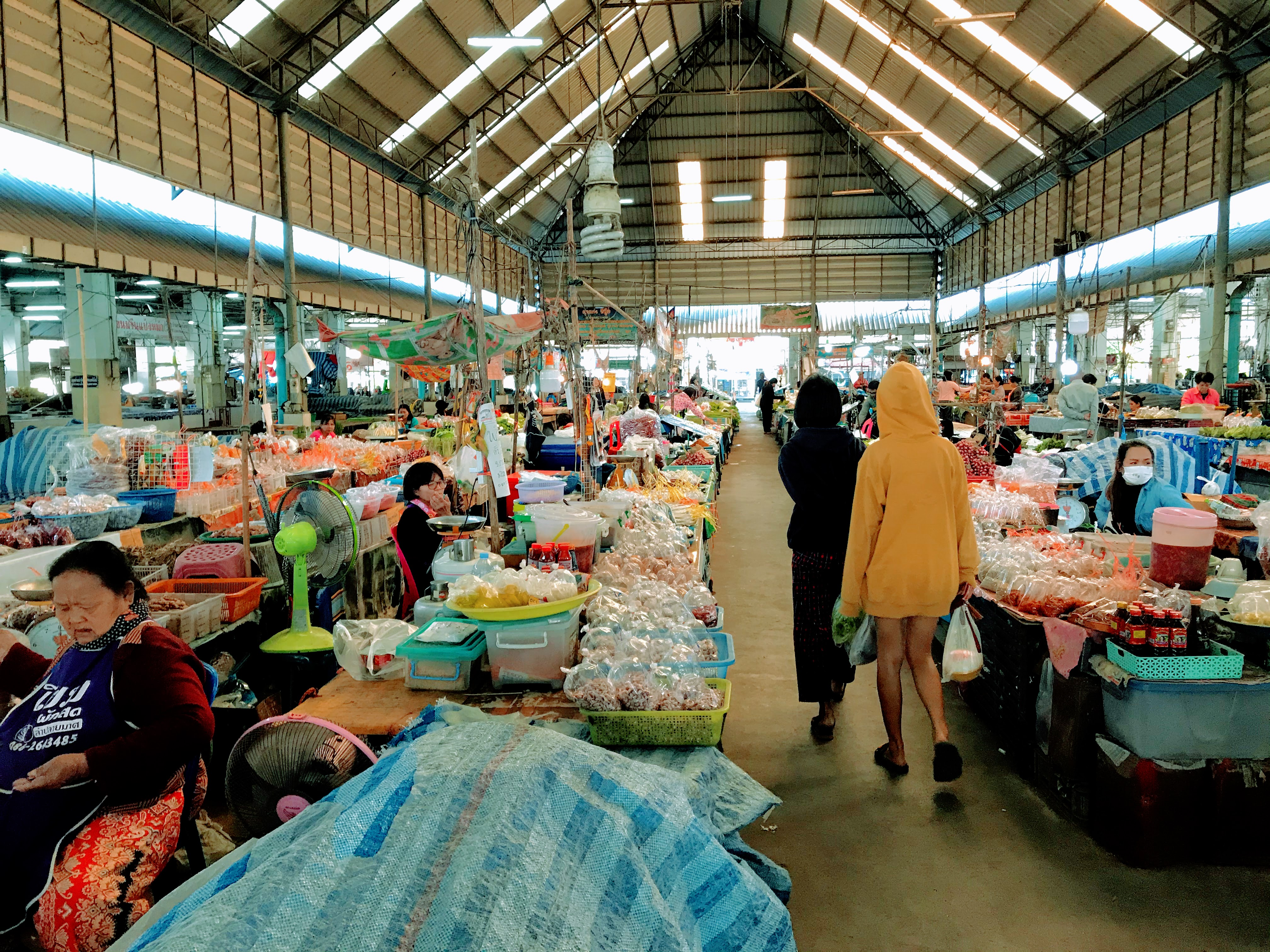
Un marché couvert, 2019
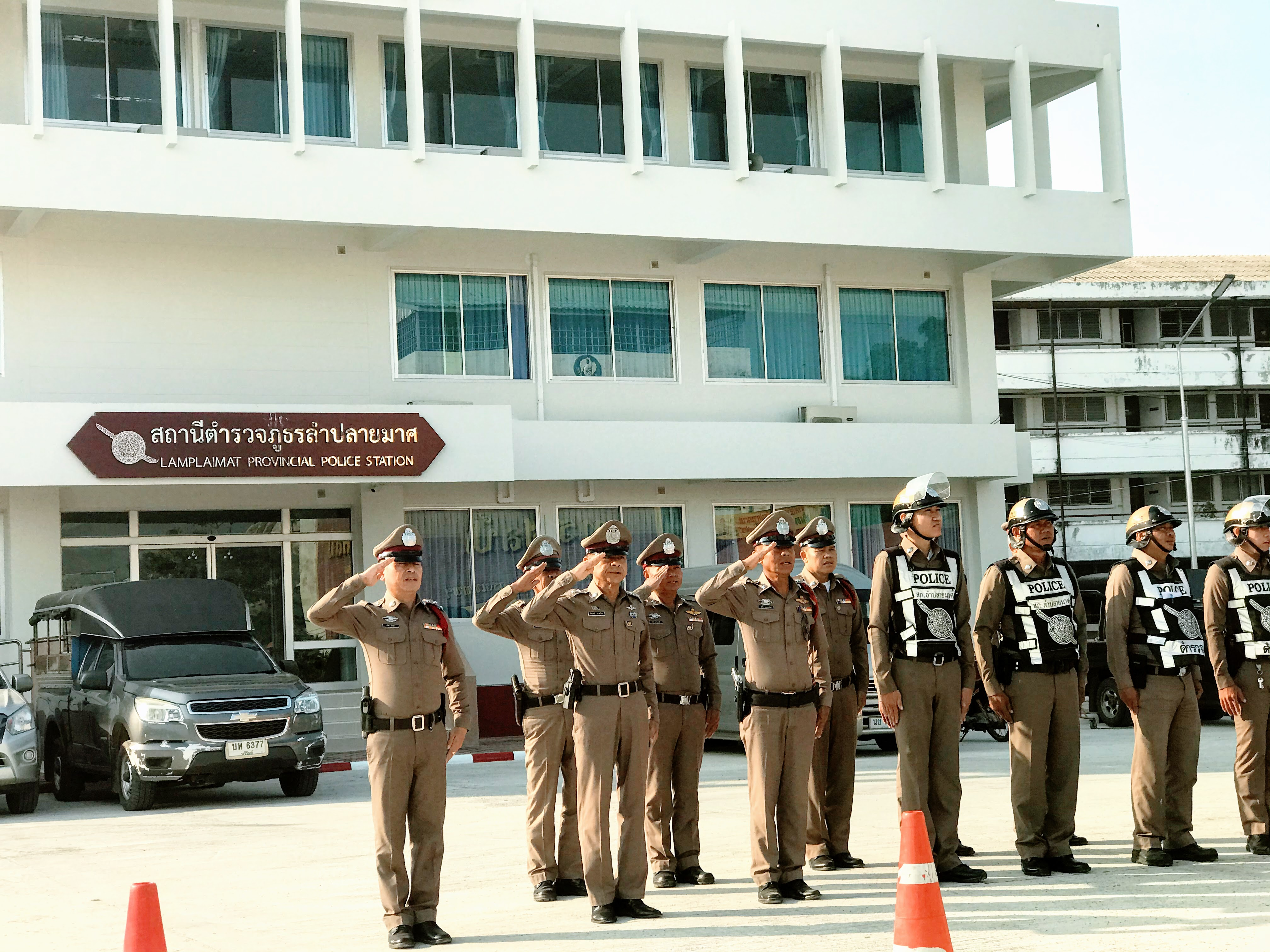
La police